# ريان كوني
ريان كوني (بالإنجليزية: Ryan Cooney)‏ هو لاعب كرة قدم بريطاني، ولد في 26 فبراير 2000 في مانشستر في المملكة المتحدة. لعب مع نادي بوري.

## وصلات خارجية
- ريان كوني على موقع قاعدة بيانات كرة القدم.إي يو (الإنجليزية)
- ريان كوني على موقع Soccerway.com (الإنجليزية)